# 平野麻樹子
平野 麻樹子（ひらの まきこ、1976年2月18日 -  ）は、日本の女優。千葉県鴨川市出身。千葉県立長生高等学校、明治学院大学文学部芸術学科卒業。所属事務所はスーパーキュート。

## 来歴
大学入学後に劇団を立ち上げ代表を務めるが、1年足らずで解散。その後は数々の劇団を渡り歩き、2002年よりサラ・プロジェクトに所属し、2009年に現在の所属事務所に移籍。
大学では日本東洋美術史を専攻し、博物館学芸員の資格を持っている。
2010年2月、自身の公式ブログで結婚したことを明らかにした。

## 人物・エピソード
- 身長163cm、B84cm W58cm H89cm[5]。
- 靴のサイズは23.5cm。
- 血液型はA型。
- 趣味は美術館めぐり。特技は日舞、茶道、着物。
- 好きな言葉は「鷹揚」。

## 主な出演作

### テレビ
- NHK高校講座・地学（2005年4月 - 2006年3月。以降同年4月から2009年9月まで毎年再放送、NHK教育） - 司会・聞き手
- 行列のできる法律相談所（日本テレビ） - 再現ドラマ

### ドラマ
- 慶次郎縁側日記 第1シリーズ 第9回（2004年、NHK総合 金曜時代劇）
- Good Job〜グッジョブ 第3回（2007年、NHK総合）- OL役
- 女刑事みずき〜京都洛西署物語〜2 第6話（2007年、テレビ朝日系）

### インターネットラジオ
- mashimaru cafe（2009年 - 2011年、LIVECAST.JP）

### 映画
- ぽたぽた、たゆたう（2005年、自主映画）主役 - のんちゃん役
- ストロベリーショートケイクス（2006年）- OL役
- かぞくのひけつ（2006年） - 落合マキ役
- Dear Friends（2007年）

### CM
- 朝日生命「保険王」女医編（2004年）
- 大正製薬「コーラック2」（2007年）

### その他
- 紀伊國屋書店 「KINO VISION」ナビゲーター（2004年 - ）[6]